# Erioptera scolostyla
Erioptera scolostyla är en tvåvingeart som beskrevs av Alexander 1962. Erioptera scolostyla ingår i släktet Erioptera och familjen småharkrankar. Inga underarter finns listade i Catalogue of Life.